# Župa sv. Ilije u Metkoviću
Župa sv. Ilije rimokatolička je župa uspostavljena 31. ožujka 1719. godine, a nalazi se na području grada Metkovića, na lijevoj strani rijeke Neretve.

## Povijest župe
Sve do oslobođenja Donjeg Poneretavlja od Turaka (1694.) granica Trebinjske biskupije prostirala se do rijeke Neretve. Nakon oslobođenja od Turaka cijelo područje Donjeg Poneretavlja pripalo je pod upravu Mletačke Republike, koja iz političkih razloga nije dopustila da trebinjski biskup vrši biskupsku službu u novooslobođenim krajevima, jer je biskup stanovao u Dubrovniku s kojima su Mlečani bili u neprijateljstvu. Mlečani su nastojali da Donje Poneretavlje u crkvenom pogledu pripadne pod Makarsku biskupiju, čemu se suprotstavljao trebinjski biskup. Spor je riješen na način da su Sveta Stolica i papa Klement XI. 3. ožujka 1705. donijeli odluku kojom se župe u oslobođenim krajevima Donjeg Poneretavlja pripoje Makarskoj biskupiji.

Iako se Metković se prvi put spominje 1422. godine, naselje je oživjelo tek u 18. stoljeću, nakon što su Mlečani 1716. godine srušili staru tvrđavu u susjednoj Gabeli i povukli se s narodom u mjesta u donjem tijeku rijeke Neretve. Još pod turskom vlašću, od 1670. godine franjevci su stvorili župu koju sačinjavaju sela Doljani, Dračevo i Metković, a crkva se nalazila u Doljanima. Kasnije su franjevci iz Zaostroga posluživali Gabelu, a iz njega i kraj oko Metkovića. Generalni providur Dalmacije Alvise Mocenigo 31. ožujka 1719. objavio je odluku "Dalle tende Metcovich" kojom je Metković, Doljane i Dračevo dodijelio franjevcima, što se računa kao službeni početak župe. Odluka providura glasi:
| „                                                                                         | Odlučujemo da i ubuduće franjevci nastave službu u rečenom mjestu Metković, kao i u onim okolnim mjestima koja ostaju unutar granice. | ” |
| — Generalni providur Dalmacije Alvise Mocenigo: "Dalle tende Metcovich", 31. ožujka 1719. | |   |

Župa je obuhvaćala područje od Gabele do Opuzena i od Vida do Vidonja. Franjevci su je u početku duhovno posluživali iz Zaostroga. Župnik Metkovića bio je od 1819. do 1834. vicarius foreanus, a od 1854. do 1944. kao i od 1945. do 1966. godine dekan metkovskog dekanata. Župa je prvotno pripadala tadašnjoj Makarskoj biskupiji do 1828. godine kad je novom crkvenom reorganizacijom u Dalmaciji pripala Splitsko-makarskoj biskupiji, od 1969. godine nadbiskupiji.
Grad je poslije Drugoga svjetskog rata naglo rastao i širio i na desnu obalu Neretve. Župna crkva sv. Ilije ostala je daleko od novih gradskih naselja, pa je 1969. godine u Metkoviću i osnovana nova župa sv. Nikole na desnoj strani Neretve, a s lijeve strane je ostala starodrevna župa sv. Ilije proroka, koju od samog početka vode franjevci Provincije Presvetog Otkupitelja.
Godine 2004. Provincija Presvetog Otkupitelja kupila je zemljište pokraj sportske dvorane u Metkoviću za gradnju novog pastoralnog centra.

## Crkve u župi
- Župna crkva sv. Ilije
- Crkva sv. Franje Asiškog na Kladi
- Crkvica sv. Ante na Repu
- Crkvica sv. Ivana Nepomuka i sv. Roka na groblju sv. Ivana
- Crkva sv. Obitelji u samostanu Služavki Malog Isusa

## Župnici
18. stoljeće
- Fra Bono Bagalović, ? - 1716.

...
- Fra Grgo Šiljegović, ? - ?

...
- Fra Jure Jelavić, 1734. – 1748.
- Fra Frano Bogun, 1748. – 1751.
- Fra Mijo Vujičić, 1751. – 1760.
- Fra Šimun Batinović, 1760. – 1762.
- Fra Luka Raos, 1762.
- Fra Petar Gabrić, 1762. – 1765.
- Fra Grgur Ivičević, 1765.
- Fra Jozo Marković (1. put), 1765. – 1767.
- Fra Marijan Giljević, 1767. – 1768.
- Fra Luka Vladimirović, 1768. – 1769.
- Fra Paško Vladimirović (1. put), 1769. – 1772.
- Fra Jozo Marković (2. put), 1772. – 1774.
- Fra Petar Brajković, 1774. – 1780.
- Fra Mate Bartulović, 1780.
- Fra Frano Despot (1. put), 1780. – 1783.
- Fra Paško Vladimirović (2. put), 1783. – 1784.
- Fra Srećko Batinović, 1784. – 1789.
- Fra Paško Vladimirović (3. put), 1789. – 1790.
- Fra Juraj Kačić-Peko, 1790. – 1793.
- Fra Martin Andrijašević, 1793. – 1796.
- Fra Karlo Žderić (1. put), 1796. – 1798.
- Fra Luka Bukovac, 1798.
- Fra Frano Despot (2. put), 1798. – 1802.

19. stoljeće
- Fra Frano Despot (2. put), 1798. – 1802.
- Fra Karlo Žderić (2. put), 1802. – 1804.
- Fra Viče Crnčević, 1805.
- Fra Srećko Matutinović (1. put), 1805. – 1807.
- Fra Ivan Nimčić-Franić (1. put), 1807. – 1808.
- Fra Srećko Matutinović (2. put), 1808. – 1811.
- Fra Bone Borić, 1811. – 1813.
- Fra Marko Grupković, 1813. – 1815.
- Fra Ivan Žderić, 1815. – 1821.
- Fra Antun Levro, 1821. – 1824.
- Fra Ivan Nimčić-Franić (2. put), 1824.
- Fra Karlo Žderić (3. put), 1824. – 1826.
- Fra Josip Grupković, 1826. – 1835.
- Fra Paškal Žderić, 1835. – 1846.
- Fra Ante Poljak, 1846. – 1847.
- Fra Ivan Grupković, 1847. – 1849.
- Fra Ante Jelavić, 1849. – 1853.
- Don Marin Krstulović, 1853.
- Don Andrija Matešan, 1853. – 1855.
- Fra Vice Janović (graditelj crkve sv. Ilije), 1855. – 1863.
- Fra Luka Aničić, 1863. – 1869.
- Fra Vice Janović, 1869. – 1871.
- Fra Paško Borić, 1871. – 1873.
- Fra Rafo Borić, 1873. – 1885.
- Fra Petar Kačić Miošić, 1885. – 1887.
- Fra Nikola Bilić, 1887. – 1890.
- Fra Josip Raič,  1890. – 1891.
- Fra Šimun Bušelić, 1891. – 1901.

20. stoljeće
- Fra Šimun Bušelić, 1891. – 1901.
- Fra Mate Šimić (graditelj župne kuće), 1901. – 1904.
- Fra Ante Gnječ, 1904. – 1909.
- Fra Ivan Ivandić, 1909. – 1916.
- Fra Konrad Rudan, 1916. – 1917.
- Fra Luiđi Doneli, 1917. – 1920.
- Fra Leonard Bajić, 1920. – 1923.
- Fra Jozo Šimić, 1923. – 1925.
- Fra Frano Klarić, 1925. – 1939.
- Fra Vlado Bilobrk, 1939. – 1944.
- Fra Vjeko Vrčić, 1945. – 1958.
- Fra Ivan Abrus, 1958. – 1962.
- Fra Ante Sekelez, 1962. – 1969.
- Fra Mario Jurišić, 1969. – 1974.
- Fra Mate Gverić (graditelj crkve sv. Franje), 1974. – 1982.
- Fra Ivan Nimac, 1982. – 1988.
- Fra Mirko Buljac, 1988. – 1994.
- Fra Filip Milanović Trapo, 1994. – 1996.
- Fra Mate Matić, 1996. – 2003.

21. stoljeće
- Fra Mate Matić, 1996. – 2003.
- Fra Dušan Džimbeg, 2003. – 2009.
- Fra Petar Gulić, 2009. – 2016.
- Fra Ante Bilokapić, 2016.  – 2022.[4]
- Fra Denis Šimunović 2022. –

## Zanimljivosti
- Žudije župe Sv. Ilije, najstarije su žudije u Hrvatskoj, osnovane 1857. godine.[5]

## Vanjske poveznice
- Službene mrežne stranice Župe sv. Ilije u Metkoviću